# Bangladés en los Juegos Olímpicos de Tokio 2020
Bangladés estuvo representado en los Juegos Olímpicos de Tokio 2020 por un total de seis deportistas, cuatro hombres y dos mujeres, que compitieron en cuatro deportes.
El portador de la bandera en la ceremonia de apertura fue el nadador Ariful Islam. El equipo olímpico bangladesí no obtuvo ninguna medalla en estos Juegos.